# Народження Венери (картина Жана-Леона Жерома)
«Народження Венери» (фр. «Vénus anadyomène») — картина французького художника Жана-Леона Жерома у жанрі ню, написана 1890 року на тему класичного сюжету античної міфології.